# Andriej Borisienko
Andriej Iwanowicz Borisienko, ros. Андрей Иванович Борисенко (ur. 17 kwietnia 1964 w Leningradzie, ZSRR) – rosyjski inżynier, kosmonauta.

## Wykształcenie i praca zawodowa
- 1981 – w Leningradzie ukończył szkołę średnią o profilu matematyczno-fizycznym.
- 1987 – został absolwentem Wojskowego Instytutu Mechanicznego w Leningradzie o specjalności dynamika i kontrola lotu. Po studiach był cywilnym pracownikiem Marynarki Wojennej.
- 1989 – rozpoczął pracę w RKK Energia. Jako specjalista zespołu kontroli operacyjnej brał udział w kierowaniu stacją kosmiczną Mir.
- 1999 – został kierownikiem zmiany w Centrum Kierowania Lotem. Uczestniczył m.in. w deorbitacji stacji Mir, a potem w zabezpieczeniu lotu rosyjskiego segmentu Międzynarodowej Stacji Kosmicznej.

## Kariera kosmonauty
- 2003 – 29 maja decyzją Państwowej Komisji Międzyresortowej (ГМВК) oficjalnie został przyjęty do korpusu kosmonautów i rozpoczął szkolenie podstawowe.
- 2005 – 5 lipca zakończył dwuletni kurs przygotowawczy w Centrum Wyszkolenia Kosmonautów im. J. Gagarina, uzyskując uprawnienia kosmonauty-badacza[1]. Następnie rozpoczął razem z innymi kosmonautami treningi w ramach programu przewidzianego dla załóg ISS[2].
- 2008 – 21 września Federalna Agencja Kosmiczna Rosji opublikowała harmonogram planowanych lotów do Międzynarodowej Stacji Kosmicznej. Borisienko był przewidywany do lotu na Sojuzie TMA-21 we wrześniu 2010[3].
- 2009 – w komunikacie NASA z 7 października Borisienko znalazł się w składzie załogi podstawowej statku kosmicznego Sojuz, którego start zaplanowano na wiosnę 2011[4].
- 2010 – 2 kwietnia podczas startu Sojuza TMA-18 był inżynierem pokładowym załogi rezerwowej, w składzie której byli również: Aleksandr Samokutiajew oraz Scott J. Kelly. W tym samym miesiącu otrzymał atest kosmonauty RKK Energia.
- 2011 – na początku marca pomyślnie zdał egzaminy kończące przygotowania do misji na pokładzie Sojuza TMA-21 i potwierdzono jego udział jako inżyniera pokładowego w składzie załogi podstawowej. W kosmos wystartował 4 kwietnia razem z Aleksandrem Samokutiajewem i Ronaldem Garanem. 10 kwietnia w związku z utworzeniem jednego korpusu kosmonautów w Rosji Borisienko został zwolniony z dotychczasowej grupy kosmonautów i rozkazem naczelnika Centrum Wyszkolenia Kosmonautów im. Jurija Gagarina został kosmonautą doświadczalnym wspomnianego korpusu. Od maja do września był dowódcą Ekspedycji 28 na Międzynarodowej Stacji Kosmicznej. Kosmonauta powrócił na Ziemię 16 września po ponad 164 dniach pobytu na orbicie okołoziemskiej.
- 2013 – 16 stycznia mianowano go naczelnikiem grupy kosmonautów doświadczalnych (w jej skład wchodzą wszyscy członkowie korpusu, którzy do tej pory nie polecieli w kosmos).
- 2016 – 19 października na pokładzie Sojuza MS-02 poleciał na Międzynarodową Stację Kosmiczną. Wszedł w skład Ekspedycji 49 i 50 (jako inżynier pokładowy).
- 2017 – 10 kwietnia wrócił na Ziemię statkiem Sojuz MS-02.

## Nagrody i odznaczenia
- medal Złotej Gwiazdy i tytuł Bohatera Federacji Rosyjskiej (2012)[2]
- Lotnik Kosmonauta Federacji Rosyjskiej(inne języki) (2012)[2]
- medal Gagarina (od agencji Roskosmos)[2]
- NASA Distinguished Public Service Medal – Stany Zjednoczone[2]
- NASA Space Flight Medal – Stany Zjednoczone[2]
- Universal Astronaut Insignia za lot orbitalny (nr 519) – Stowarzyszenie Uczestników Lotów Kosmicznych (Association of Space Explorers(inne języki))[5]

## Wykaz lotów
| Loty kosmiczne, w których uczestniczył Andriej I. Borisienko          | Loty kosmiczne, w których uczestniczył Andriej I. Borisienko | Loty kosmiczne, w których uczestniczył Andriej I. Borisienko | Loty kosmiczne, w których uczestniczył Andriej I. Borisienko | Loty kosmiczne, w których uczestniczył Andriej I. Borisienko | Loty kosmiczne, w których uczestniczył Andriej I. Borisienko | Loty kosmiczne, w których uczestniczył Andriej I. Borisienko |
| №                                                                     | Data startu                                                  | Statek kosmiczny                                             | Data lądowania                                               | Statek kosmiczny                                             | Funkcja                                                      | Czas trwania                                                 |
| --------------------------------------------------------------------- | ------------------------------------------------------------ | ------------------------------------------------------------ | ------------------------------------------------------------ | ------------------------------------------------------------ | ------------------------------------------------------------ | ------------------------------------------------------------ |
| 1                                                                     | 4 kwietnia 2011                                              | Sojuz TMA-21                                                 | 16 września 2011                                             | Sojuz TMA-21                                                 | inżynier pokładowy, dowódca Ekspedycji 28 na ISS             | 164 dni 5 godzin 41 minut 24 sekundy                         |
| 2                                                                     | 19 października 2016                                         | Sojuz MS-02                                                  | 10 kwietnia 2017                                             | Sojuz MS-02                                                  | inżynier pokładowy Sojuza i ISS                              | 173 dni 3 godziny 15 minut 22 sekundy                        |
| Łączny czas spędzony w kosmosie – 337 dni 8 godzin 56 minut 46 sekund |                                                              |                                                              |                                                              |                                                              |                                                              |                                                              |